# Musca macedda
Nella mitologia sarda, la musca macedda (dal sardo: mosca macellaia) era un grosso insetto (grande quanto la testa di un bue), che custodiva i tesori, poiché la sua puntura era mortale.

## Descrizione delle principali leggende

### La leggenda del castello di Navarra
La leggenda di Lotzorai narra che nei sotterranei del castello di Navarra ci fossero sempre due forzieri: in uno si trovava il tesoro ma nell'altro c'era uno sciame di musca macedda.
Se qualcuno avesse aperto quel forziere e avesse liberato il terribile sciame, quest'ultimo avrebbe sterminato, non solo tutti gli abitanti di quel paese, ma anche gli abitanti di sette paesi vicini. Per quello nessuno avrebbe mai aperto quei forzieri tanto grande era il rischio.

### La leggenda del castello di Salvaterra
La leggenda del castello di Salvaterra di Iglesias è praticamente identica alla precedente, con l'unica differenza che la mosca scompare grazie a particolari rituali religiosi di un sant'uomo e che se mai dovesse tornare causerebbe l'apocalisse.

## Possibile spiegazione: la malaria
La leggenda della mosca macedda può essere correlata con la zanzara anofele che causa la malaria, una della principali cause di mortalità sull'isola nei tempi remoti [Fino al XVII-XVIII secolo non si sapeva che la malaria venisse causata dalla zanzara], infatti nelle leggende vengono indicate le zone costiere, paludose e pianeggianti come le più pericolose e come nelle montagne e colline quelle sicure a causa della loro altitudine. Inoltre la zanzara che causa l'apocalisse può essere posta in correlazione con la terza piaga d'Egitto, oltreché l'apocalisse con l'ultimo libro in cui l'anticristo viene dal mare in quanto l'acqua all'epoca considerata impura e per questo poco utilizzata rappresenta il peccato e dunque ciò che da lei proviene non può rappresentare nulla di buono.